# Bili Brig
Bili Brig je naseljeno mjesto u Republici Hrvatskoj u općini Nova Kapela u Brodsko-posavskoj županiji. U Bilom Brigu se nalazi katolička crkva Uzašašća Spasiteljeva.

## Zemljopis
Bili Brig se nalazi na cesti između Nove Gradiške i Slavonskoga Broda, susjedna sela su Nova Kapela na istoku i Vrbova na zapadu.

## Stanovništvo
Prema popisu stanovništva iz 2011. godine Bili Brig je imao 272 stanovnika. 
| broj stanovnika | 163   | 206   | 247   | 343   | 388   | 529   | 544   | 614   | 705   | 667   | 647   | 533   | 452   | 423   | 344   | 272   | 217   |
|                 | 1857. | 1869. | 1880. | 1890. | 1900. | 1910. | 1921. | 1931. | 1948. | 1953. | 1961. | 1971. | 1981. | 1991. | 2001. | 2011. | 2021. |